# Red de atajo
Red de atajo es un tipo de red de pesca que aprovecha el flujo de las mareas en lugares angostos para capturar el pescado.
Arte el más sencillo y fácil para coger peces en las costas donde haya flujo y reflujo y la disposición local lo permita, como la angostura o estrecho de caño o pequeño brazo de mar o de algún seno, cala o pequeña concha, que a modo de herradura forme cavidad donde entran las aguas y se retiran con la menguante de la marea. Porque se atraviesa con una red la embocadura o parte más estrecha de dichos parajes o bien se cierra con ella el ámbito a cuyo efecto se afianza con piedras la cuerda de abajo y dejando caída la misma red sobre ellas en disposición de poder levantarla después de que la marea quiere empezar a vaciar toda la pesca que entró en aquel seno al faltarle el agua, queda atajada y detenida a imitación del cercote.

## Lugares de uso
En España, la red de atajo se ha utilizado en diversos parajes.
En los caños de Chiclana, en el Guadalquivir junto a Sanlúcar, en Huelva, Ayamonte, Pontevedra , Santa Marta, Vivero, San Vicente y otros muchos parajes se han usado de estos atajos; pero semejantes redes difieren en sus dimensiones, según la pesca y el sitio que se ha de atajar. De consiguiente las hay de muchas brazas, por razón del trecho que debe cogerse y el tamaño de las mallas varía desde media pulgada hasta una cuarta en cuadro. 

## Redes que comprende
Pero conviene tener entendido, que la Entallada en Galicia viene a ser una red de atajo por su término, y que en Valencia la Pantasana o Borrachina sirve de lo mismo en ocasiones, respecto de que con ella se acorrala o ataja la pesca en los recodos que presentan proporción para ello. También son redes de atajo los cercotes de red, varios corrales o las redes que se emplean en la pesca de lobos marinos.